# Лан Лан
Лан Лан (кит. упр. 郎朗, пиньинь Láng Lǎng, англ. Lang Lang; род. 14 июня 1982, Шэньян, провинция Ляонин, КНР) — китайский пианист-виртуоз.

## Биография
Лан Лан родился в г. Шэньян, КНР, и имеет маньчжурские корни. Отец — Лан Гожэнь (кит. 郎国任) музыкант (эрху). В двухлетнем возрасте Лан Лан увидел эпизод The Cat Concerto из серии мультфильмов «Том и Джерри», в котором звучала Венгерская рапсодия №2 Ференца Листа. По словам музыканта, это был его первый контакт с западной музыкой, после которого у него возникло желание научиться игре на фортепиано. Начав обучение в возрасте трёх лет, в пять лет Лан занял первое место на фортепианном конкурсе в Шэньяне и тогда же дал свой первый сольный концерт. Профессиональная карьера Лан Лана началась в 1995 году, когда он завоевал первую премию на втором Международном юношеском конкурсе имени П.И.Чайковского, проходившем в г. Сендай, Япония. В 1997 семья Лан Лана эмигрировала в США, где пианист ныне проживает. В 2019 году Лан Лан объявил о своём браке с 24-летней пианисткой Джиной Алисой Редлингер в своих официальных аккаунтах в соцсетях. Его супруга, имеющая немецкие и корейские корни, окончила Высшую школу музыки в Гамбурге, одно из самых престижных музыкальных учебных заведений в Германии. В январе 2021 года у супругов родился сын.

## Международный музыкальный фонд Лан Лана
Лан Лан провозгласил своей миссией популяризировать классическую музыку в мире, сделав особый акцент на обучении детей и юных музыкантов. Financial Times отмечала, что Лан Лан «пылок в своих усилиях увеличить популярность классической музыки». В октябре 2008 года в Нью-Йорке Лан Лан начал деятельность Международного музыкального фонда своего имени при поддержке Грэмми и ЮНИСЕФ. Этот фонд был создан для обогащения жизни детей посредством глубокого понимания и удовольствия от классической музыки и для вдохновления и финансовой поддержки следующего поколения музыкантов. В мае 2009 года Лан Лан и три ученика из его фонда — Чарли Лю, Анна Ларсен и Дерек Ван, в возрасте от 8 до 10 лет, — выступали вместе на шоу Опры Уинфри.

## Записи

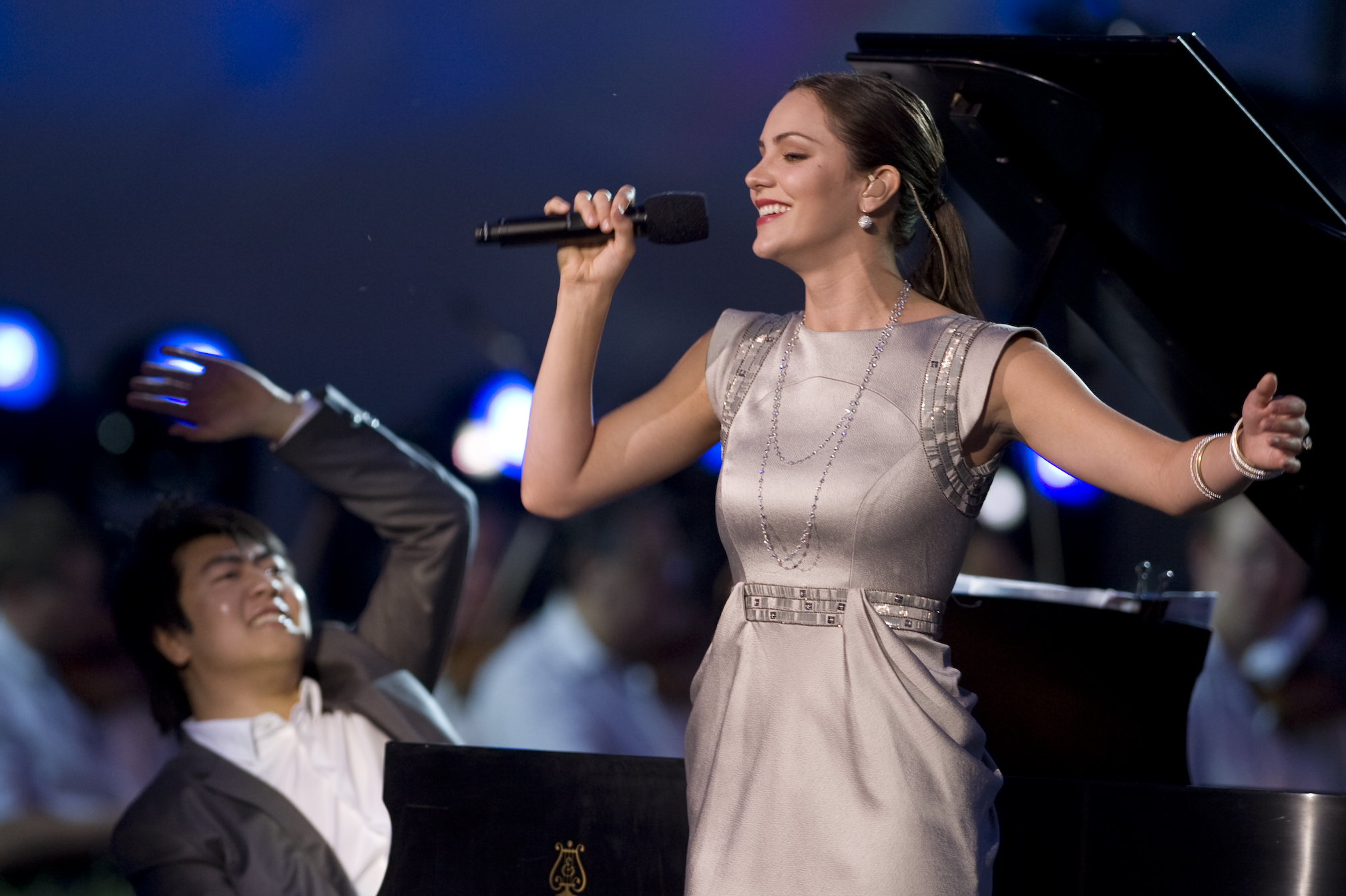
Лан Лан и певица Кэтрин Макфи во время выступления на концерте в День памяти в Вашингтоне (24 мая 2009 г.).

- 2001 — «Recorded Live At Seiji Ozawa Hall, Tanglewood»
- 2002 — «Klavierkonzert 3 & Etüden»
- 2004 — «Lang Lang Live At Carnegie Hall» (Re-Release: 2008)
- 2006 — «Memory»
- 2006 — «Dragon Songs»
- 2008 — «Dreams of China»
- 2008 — «Time For Dreams»
- 2010 — «Lang Lang — Live in Vienna»
- 2011 — «Liszt — My piano hero»
- 2014 — «The Mozart Album»
- 2015 — «Lang Lang in Paris»
- 2016 — «Best of Lang Lang»
- 2016 — «The Chopin Album»
- 2016 — «New York Rhapsody»
- 2017 — «Romance»[12][13]
- 2019 — «Piano Book»[14]

## Награды и достижения
- 2004 — Лан Лан был выбран международным послом доброй воли ЮНИСЕФ[15].
- 2008 — Национальная академия искусства и науки звукозаписи США избрала Лан Лана своим культурным послом в Китае[16].
- 2009 — журнал Time включил пианиста в Time 100 — список ста наиболее влиятельных людей года[17].
- 2025 — Кавалер ордена Почётного легиона[18].
- Введён в Зал славы журнала Gramophone[19].